# 呉敬梓

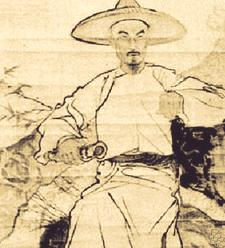
呉敬梓

呉 敬梓（ご けいし、康熙40年（1701年） - 乾隆19年10月28日（1754年12月11日））は、中国清代の文人。字は敏軒、または文木。

## 略歴
滁州全椒県の出身。性質は豪快で義侠心が厚く施しを好み、父祖の家業を受け継いだがあまり身を入れず、多くの文士と交流し酒宴に時を費やし、数年にして家産を尽くしてしまった。しかし家計を立て直す気もなく、暮らしぶりは変わらなかったという。乾隆年間の初め、安徽の巡撫の趙国麟に才能を認められて、博学宏詞科に推薦されたが応試せず、読書して自ら楽しんでいた。
『文選』に最も詳しく、筆を下せばたちどころに詩賦が成る。晩年には治経（政治論）を好む。唐の伝奇集にならって『儒林外史』50巻をつくり、官吏の弊風を諷刺したので非常な評判となり、人は争ってこれを伝写したという。

## その他の著作
- 『文木山房集』
- 『詩説』